# Nils Castegren
Nils Erik Castegren, född 9 november 1908 i Botkyrka församling, Stockholms län, död 5 november 1999 i Lidingö församling, Stockholms län, var en svensk kompositör och dirigent. Han var gift med Ulla Castegren och far till Marianne Castegren-Mattsson.
Castegren, som var son till överlärare Erik Castegren och Maria Hallbäck, avlade studentexamen 1927 och studerade vid Musikkonservatoriet i Stockholm 1928–1934. Han anställdes vid Sveriges Radio som chef för Grammofonarkivet 1937, blev musikintendent vid Sveriges Radio 1944 och var chef för musikavdelningen 1957–1964. Han komponerade musik till radiopjäser och filmer. 

## Priser och utmärkelser
- 1960 – Ledamot nr 683 av Kungliga Musikaliska Akademien
- 1988 – Medaljen för tonkonstens främjande

## Producent (urval)
- 1944 – Hans officiella fästmö
- 1945 – Hans Majestät får vänta
- 1947 – Det kom en gäst

## Orgelverk
- Ur Postludier del II
  - Såsom hjorten träget längtar
  - Du som var den minstes vän

- Ur Postludier del III
  - När väldens hopp
  - Ack hjärtans ve
  - Vad kan dock min själ

## Filmmusik
- 1944 – Hans officiella fästmö
- 1945 – Hans Majestät får vänta
- 1945 – Resan bort